# Radivți, Derajnea
Radivți (în ucraineană Радівці) este localitatea de reședință a comunei Radivți din raionul Derajnea, regiunea Hmelnîțkîi, Ucraina.

## Demografie
Componența lingvistică a localității Radivți
     Ucraineană (98,76%)
     Alte limbi (1,01%)
Conform recensământului din 2001, majoritatea populației localității Radivți era vorbitoare de ucraineană (98,76%), existând în minoritate și vorbitori de alte limbi.